# Tabari
Pour les articles homonymes, voir Tabari (homonymie).
Œuvres principales
- Les Chroniques de Tabari (Târîkh al-rusul wa l-mulûk)
- Jâmiʿ al-bayân fî tafsîr al-Qur'ân

Tabari ou Tabarî, de son nom complet Abū Jaʿfar Muhammad Ibn Jarīr Ibn Yazīd (arabe : محمد بن جرير ب يزيد الإمام أبو جعفر الطبري) (persan : محمد بن جریر طبری), est un historien arabe, né en 839 à Amol, au Tabarestan, et mort le dimanche 16 février 923 à Bagdad.
Tabarî est notamment resté célèbre pour son histoire universelle, l'Histoire des prophètes et des rois (qui traite en égaux des récits authentiques et des récits forgés), et son commentaire du Coran (tafsîr). Il fut également à l'origine d'une école (madhhab) éphémère du droit islamique, la Jarîriyya. Musulman de tradition sunnite, il a passé l'essentiel de sa vie à Bagdad, écrivant tous ses ouvrages en arabe.

## Biographie

### Origines
Tabarî naît à Amol, dans la région historique du Tabarestan, dans l'actuel Iran (à environ 20 km au sud de la Mer Caspienne), durant l'hiver 838-839. Son père, Jarîr, est un propriétaire terrien relativement important. On ignore en revanche si sa famille est d'origine persane ou si elle descend des Arabes qui s'étaient installés dans la région. Pour Magdalino et Nelson, il serait d'origine iranienne. 

### Formation
Tabari rapporte lui-même qu'à sept ans, il était déjà hâfiz (en arabe : حافظ, celui qui a appris le Coran par cœur). Durant les deux années qui suivent, il poursuivit l'étude des recueils classiques de hadîths, et devint imam à l'âge de huit ans. À 12 ans, il quitte le domicile familial pour aller étudier à Rayy, où il passe cinq ans. Vers l'âge de 17 ans, il part pour Bagdad. Il espère pouvoir y rencontrer Ahmad Ibn Hanbal, mais celui-ci était mort peu avant son arrivée. Après une année à Bagdad, il se rend dans le sud de l'Irak, où il étudie à Wasit, Koufa et Basra pendant deux ans. Puis il revient à Bagdad pour y rester huit ans. Pendant cette période, il fut alors le tuteur d'un des fils du calife al-Mutawakkil durant un certain temps.
Tabari part de nouveau en voyage, mais, cette fois, pour une tournée d'études et d'enseignement auprès des savants et traditionnistes de Syrie, de Palestine et d'Égypte. Il s'arrêta notamment à Homs, à cause de sa tradition particulière de transmission de hadîths. En Égypte, il fréquenta les traditionnistes importants, perfectionnant sa connaissance des lectures du Coran. Il rencontra également les savants du malikisme et du shafi'isme, notamment la famille d'Ibn 'Abd al-Hakam, proche de l'imâm Al-Shâfi'î. Les hanbalites lui étaient très hostiles.
Vers 870, Tabarî revient à Bagdad pour y passer les cinquante-trois ans qui suivent, jusqu'à sa mort en 923. Ce dernier séjour à Bagdad est entrecoupé de quelques aller-retours vers le Tabarestan et par un pèlerinage à La Mecque.

## Œuvres
Tabarî a écrit des livres touchant à presque tous les domaines de la vie musulmane : histoire, commentaire du Coran (tafsīr, « exégèse »), recueil de hadîths, commentaires de droit (fiqh, jurisprudence islamique). Il s'est aussi intéressé à la médecine profitant de ses connaissances pour prescrire des remèdes à ses amis et étudiants. Claude Gilliot situe son oeuvre comme un moment de l’institutionalisation de l’Islam.
Ses œuvres les plus connues et les plus volumineuses sont :
- les Chroniques de Tabari, histoire des prophètes et des rois ;
- le Jâmi' Ul Bayân Fî Tafsîr Il Qur°ân, plus connu sous le nom de Tafsir At-Tabari ; il a été édité en 896 et 930. Ce tafsir allait devenir un des travaux de ce genre les plus connus et un des plus précoces. Il aurait été beaucoup plus long que les 3 000 pages imprimées actuelles et il se dit qu'un exemplaire original se trouve en Afghanistan [réf. nécessaire]. Des auteurs tels que Suyuti, Al-Baghawi ou Ibn Kathir s'en sont fortement inspirés pour rédiger leurs tafsirs ;
- Tahdhīb al-Athār (arabe : تهذيب الآثار), commencé par l'auteur mais non terminé ; il concerne les traditions rapportées des sahabahs ;
- Kitāb ikhtilaf al-fuqaha (« Livre des divergences entre les fuqaha ») : traité de droit en partie conservé[8].